# Ruta W del metro de Nova York
La Ruta W Broadway Local és un servei de ferrocarril metropolità subterrani del Metro de Nova York, als Estats Units d'Amèrica. El servei W només circula els dies laborables de 7:00 a 23:00 amb parades locals des de Astoria-Ditmars Boulevard a Whitehall Street-South Ferry. Els tres primers trens circulen entre Gravesend-86th Street i els últims tres acaben el servei a Kings Highway.
A diferència d'altres metros, cada servei no correspon a una única línia, sinó que un servei pot circular per diverses línies de ferrocarril. El servei W utilitza les següents línies: